# Panzer AG
Panzer AG es el nombre del proyecto aggrotech/rock industrial de Andy LaPlegua. Formada en el 2004, el sonido de Panzer AG combina Power Noise, Industrial, Trance, Rock y otros géneros para crear una forma de música agresiva pero bailable.

## Historia
Después de experimentar con una variedad de estilos musicales, como Futurepop con Icon of Coil, también con aggrotech, Power Noise, e Industrial, LaPlegua reforzó su sonido incrementando la agresividad del contenido de las letras y de la música. Mientras Icon of Coil tiene un sonido básicamente Electrónico y Combichrist hace una especie de Rock Industrial combinado con Aggrotech, Panzer AG combinó elementos del Industrial, Trance, y Hard rock. El resultado fue el álbum This is My Battlefield.
Con el éxito de This is my Battlefield, Panzer AG comenzó a trabajar en su siguiente álbum, titulado Your World is Burning, que fue lanzado en el 2006, el cambio de estilo con respecto a This is My Battlefield es la incorporación de sonidos al estilo de la era Pretty Hate Machine del rock industrial.

## Discografía
- This is My Battlefield – Metropolis Records 2004
- Your World is Burning – Metropolis Records 2006